# Csilka-tó
A Csilka-tó vagy Csilka-lagúna (más néven: Csilika, hindi nyelven: चिल्का झील (Csilka dzshíl), orija nyelven: ଚିଲିକା ହ୍ରଦ (Csilika hrad)) egy sekély vizű, brakkvizes lagúna India keleti részén, a Bengáli-öböl partjainál. Ez az ország egyik legnagyobb tava, a világ egyik legnagyobb lagúnája, értékes élővilága miatt pedig 2014 óta a világörökségi javaslati listán is szerepel. A rámszari egyezmény értelmében  1981 óta nemzetközi jelentőségű vizes élőhelynek is minősül.

## Földrajz
A tó a Hindusztáni-félsziget északkeleti részén található Orisza államban, azon belül Puri, Khordha és Gandzsám körzetek területén fekszik. Területe az évszaktól függően változik: nyáron 900 km²-re csökken, de a monszun idején a vízszint megemelkedik, a terület pedig akár az 1165 km²-t is elérheti. Összesen 52 folyó és kisebb vízfolyás táplálja, köztük a Mahánadi folyó deltatorkolatának egyik ága. A Csilka-tó hossza 64,5 km, szélessége 5 és 18 km között változik. A Bengáli-öböllel egy 32 km hosszú, 1,5 km széles csatorna köti össze, amely az öböl partvonalával nagyjából párhuzamosan fut, attól pedig egy olyan turzás választja el, amely néhol csak 100 méter, máshol néhány kilométer szélességű. Területét négy fő ökológiai zónára (déli, középső és északi zóna, valamint a külső csatorna) lehet osztani a vízmélység és a víz sótartalma alapján.
A tóban számos sziget található, ezek közül a nagyobbak a Krusnapraszád, a Nalabán, a Kálídzsaja és a Madarak szigete. Kicsi, ám igen érdekes sziget az úgynevezett „reggeliző sziget”, amely valójában csak egy kis szikla, amire Khálikote királya egy kis házat építtetett, ami teljesen elfoglalja a sziklát.
A térségben az éghajlat trópusi. Az éves maximális átlaghőmérséklet 39,9, a minimális 14,0 °C. A tél decembertől februárig tart, utána májusig egy forró időszak következik, majd júniustól szeptemberig, illetve novembertől decemberig a monszunidőszak tart. Az éves átlagos csapadékmennyiség 1239 mm, amelynek mintegy háromnegyede a júniustól szeptemberig tartó monszun idején hull. A szél télen gyengébb, márciustól júliusig erős.

## Története
A pleisztocén korban a tó északkeleti vidékét a tenger borította, amelynek partvonala a tó nyugati partján húzódott. A tenger területének változását az is bizonyítja, hogy a közeli konáraki naptemplom eredetileg a tengerparton épült fel, ma azonban 3 km-re fekszik attól. Egy, a tó délnyugati szélén talált ősmaradványból arra következtetnek, hogy a tó 3500–4000 évvel ezelőtt keletkezhetett. Ugyancsak az egykori magasabb tengerszintre utal, hogy mintegy 8 méterrel a mai vízszint felett néhány, a déli körzetben található sziklán fehér, tengeri korallok maradványai alkotta csík húzódik.
Az idők során a tavat a tengertől elválasztó turzás is folyamatosan változott, többnyire szélesedett, a rajta levő tengeri kijárat pedig állandóan változtatja a helyzetét, többnyire északkelet felé tolódik el. 1780-ban még 1,5 km szélesnek írták le, de az ezt követő 40 év alatt a felére csökkent. Néha teljesen eltömődik, ilyenkor mesterségesen átvágják.
Amikor 1803-ban az angolok déli irányból közelítve megszállták Oriszát, egy Fáteh Muhammed nevű áruló, aki a tó partján találkozott velük, megmutatta nekik a keleti útvonalat, amelyen észrevétlenül elérhették Puri városát, ezért cserébe pedig területeket kapott szabad birtokként.

## Élővilág
A Csilka-tó az indiai szubkontinens legjelentősebb vándormadár-telelő helyszíne, 225-féle vízimadár számára jelent állandó vagy ideiglenes szaporodó- és/vagy telelőhelyet: Ázsia nagy részéről, például a Kaszpi-tenger, a Bajkál-tó és az Aral-tó térségéből, a belső- és délkelet-ázsiai sztyeppékről, Ladakból és a Himalájából is érkeznek ide madarak.
Egy 1985-től 1987-ig végzett felmérés több mint 800 élőlényfajt számlált a tóban és környékén, köztük több ritka, fenyegetett fajt is, mint például a rendkívül veszélyeztetett Barkudia insularis nevű vakondgyíkfélét és a ritka kúposfejű delfint: utóbbinak 2013-ban 150 példányát mérték fel. A vízben különböző források szerint 118–317 halfaj található meg, köztük kereskedelmi jelentőségűek is: a bőséges haltermés több mint 200 000, halászattal foglalkozó ember megélhetését biztosítja.

## A tó a kultúrában

### A tó legendája
A tó keletkezését egy ismert legenda is elmeséli: eszerint egyszer régen egy Raktabahhu nevű kalózkirály egy nagyobb hajóhaddal meg akarta támadni Puri városát. Hajóival egy rejtett zugban horgonyzott le, hogy fel ne fedezzék, azonban a hajókból származó hulladékot a tenger kimosta a partokra, így a városlakók tudomást szereztek róluk, és (értékeikkel együtt) elmenekültek: a kalózbanda így egy kihalt, üres várost talált csak. Raktabahhu mérgében elrendelte, hogy indítsanak támadást a tenger ellen, mert szerinte a tenger elárulta őt. A tenger először visszahúzódott, majd hirtelen elárasztotta a rátámadó sereget: így alakult ki a mai tó.

### A tó az irodalomban
A Csilka-tó már nagyjából a 17. század elején is megjelent a költészetben, jelesül Purusottam Dász versében, aki arról írt, hogy Krisna egy Maniki nevű tejeslánnyal táncolt, aki ennek a tónak a partjára jött aludttejet árulni. Néhány évszázaddal később Rádhánáth Ráj költő egy epikus költeményt alkotott Csilika címmel, Gopabandhu Dász szabadságharcos pedig Egy rab önéletrajza című könyvében írt ékesszólóan a tóról, ahogy azt az 1920-as években látta egy vonatból kinézve.

## Képek

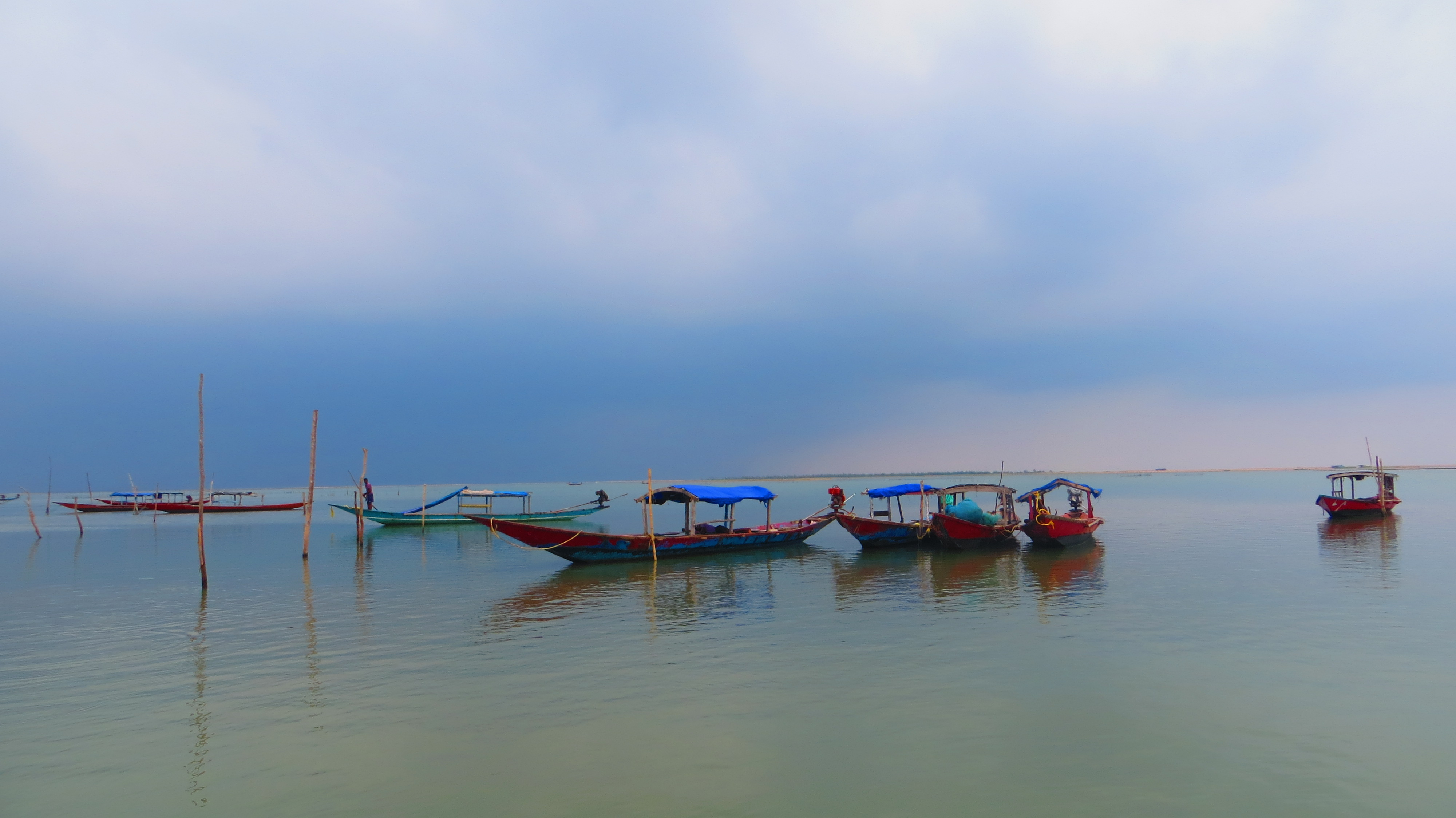
A tó júniusban
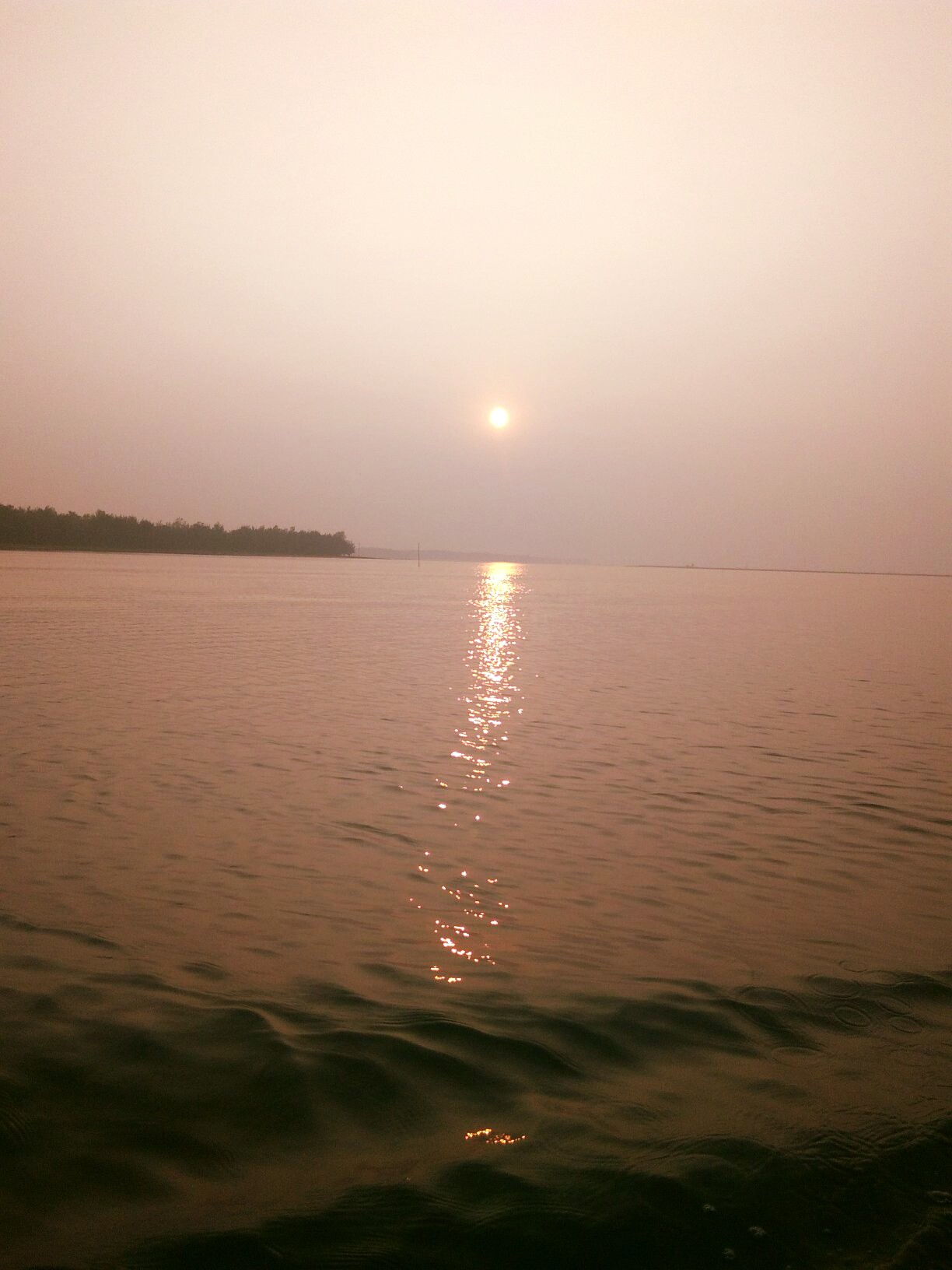
Naplemente a tónál
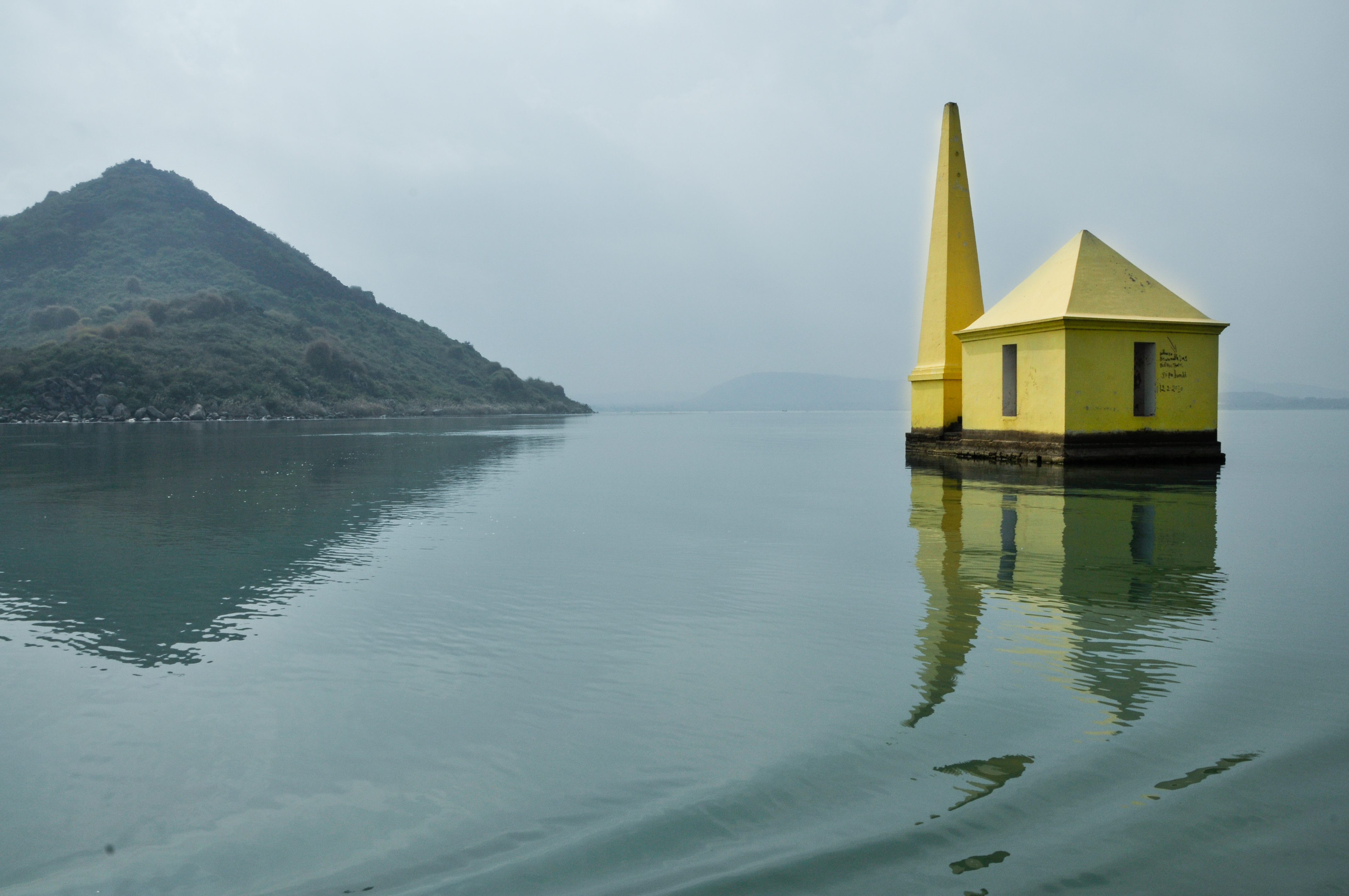
A „reggeliző sziget”
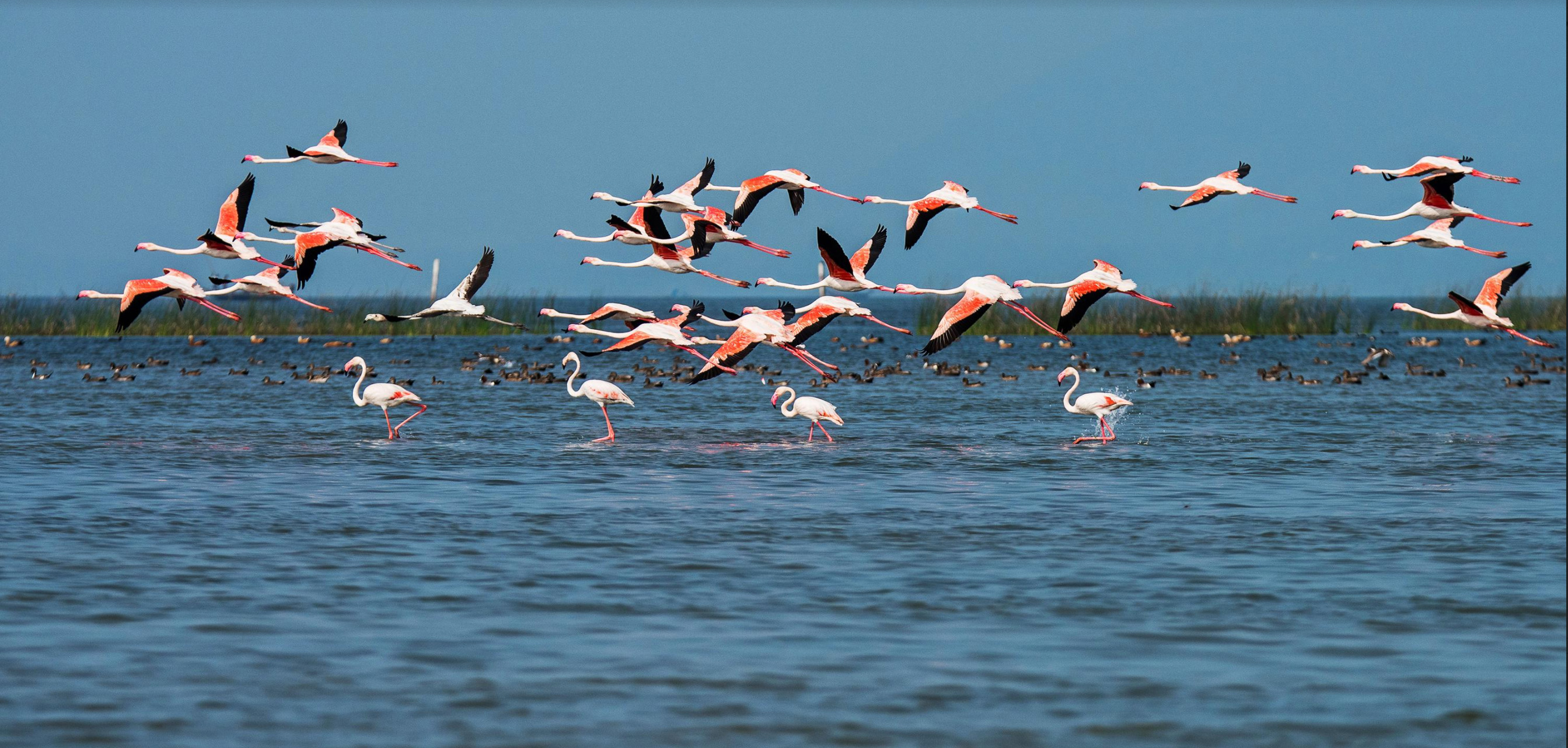
Vándormadarak a tavon
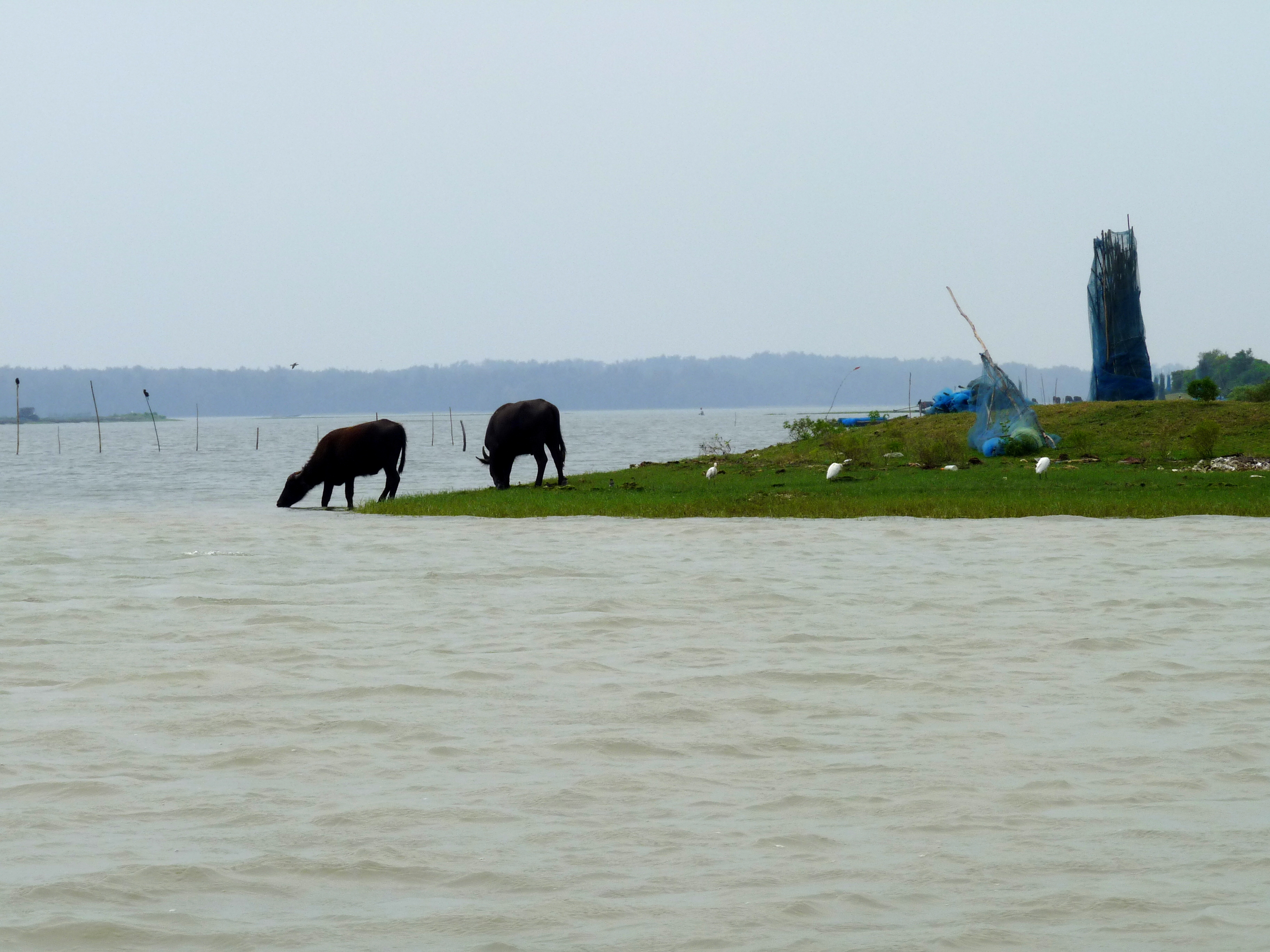
Tehenek isznak az egyébként sós vízből